# Арава Кимура
Арава Кимура (на японски: 木村 現) е японски футболист.

## Национален отбор
Записал е и 6 мача за националния отбор на Япония.
| Япония | Япония | Япония |
| Година | Мачове | Голове |
| ------ | ------ | ------ |
| 1954   | 2      | 0      |
| 1955   | 4      | 1      |
| Общо   | 6      | 1      |